# 必殺仕事人 (ファミリーコンピュータ)
『必殺仕事人』（ひっさつしごとにん）は、1990年12月15日に日本のバンプレストから発売されたファミリーコンピュータ用コマンド選択式アドベンチャーゲーム。
テレビドラマ『必殺仕事人』（1979年 - 1981年）を原作とした作品で、子供が起こした急襲事件を中村主水となって謎を解く事を目的としている。時には戦闘モードで敵退治を行うこともある。ゲーム中のキャラクターは全てSD化されており、低年齢層も親しみやすいデザインとなっていた。
キャラクターデザインはここまひ、音楽はPCエンジン用ソフト『はにいいんざすかい』（1989年）を手掛けた松平あこ（岩永敦子）が担当している。

## シナリオ
- 第1章：疑惑なり
- 第2章：極楽浄土なり
- 第3章：無残なり
- 第4章：極悪非道なり

## 登場人物

### 仕事人
中村主水

鍛冶屋の政

組紐屋の竜

飾の秀

三味線屋の勇次

念仏の鉄

おりく

何でも屋の加代

西順之助

畷左門

### 南町奉行所の仲間
田中熊五郎

間村竜右衛門信貞
南町きっての筆頭与力。3章で奉行に昇格する。
平七
主水のお抱えの岡引。

### 中村家
中村せん

中村りつ

### その他
妙光尼
ろくに襲われた、被害者。ろくを許すように請う。
ろく
妙光尼を襲った犯人。後に口封じのために殺される。
まつ
ろくの兄貴分のやくざ。
おきょう
事件第三の被害者。
おきく
町で泣いていた女の子。実は白川家の殿様と側室のゆきのとの子。
太一
町ではぐれていた男の子。刀を持ち歩いている。
権造
やくざの親分。町で神隠しと称し、若い娘達を外国に売り飛ばしている。
鳴海屋
港町に住む商人。抜け荷の噂がある。
紫
白川の奥方お抱えのクノイチ。
妖玄斎
「悪の助っ人」と呼ばれる「闇の忍び」の頭領。
奥方
白川の殿様の正室。跡継ぎであるおきくの行方を追っている。
末吉
情報屋。鳴海屋の抜け荷の証拠を嗅ぎまわっている。
榎本
傘張浪人。怪しい影を見たと言って、殺される。
佐吉
妙高尼が襲われた事件を主水に伝える。

## 評価
ゲーム誌『ファミコン通信』の「クロスレビュー」では合計24点（満40点）、『ファミリーコンピュータMagazine』の読者投票による「ゲーム通信簿」での評価は以下の通りとなっており、19.78点（満30点）となっている。
| 項目 | キャラクタ | 音楽 | 操作性 | 熱中度 | お買得度 | オリジナリティ | 総合  |
| 得点 | 3.58       | 3.20 | 3.28   | 3.59   | 2.87     | 3.26           | 19.78 |